# Шкурин, Игорь Викторович
Шкурин Игорь Викторович — украинский режиссёр.
Родился 21 мая 1956 года на Шпицбергене в семье известного кинорежиссера-документалиста Виктора Шкурина.
С детства увлекался кинематографом, музыкой, игрой на гитаре.
Есть сын Виктор, актёр.

## Биография
В 1977 году окончил Киевский государственный институт театрального искусства им. И.Карпенко-Карого по специальности актёр театра и кино, в 1987 году — по специальности режиссёр кино и телевидения.
В 2002 году — тренинг-класс ЮНЕСКО по теле-режиссуре на Корейском Национальном телевидении (KBS).
Режиссёр-постановщик «Киевской студии телевизионных фильмов».
Режиссёр студии «Контакт» /1+1/ при Союзе кинематографистов Украины.
Режиссёр Украинской студии хроникально-документальных фильмов.
Актёр, режиссёр — Режиссёр-постановщик «Киевской студии телевизионных фильмов».
Режиссёр студии «Контакт» /1+1/ при Союзе кинематографистов Украины.
Режиссёр Украинской студии хроникально-документальных фильмов.
Актёр, режиссёр — Киностудия им. Довженко.
2007—2014 телеканал СТБ на документальной программе «Чужие ошибки».
2015—2017 ПРО ТВ сериал «ОТДЕЛ 44»

### Режиссёрские работы
- 2020 "Тайные двери" Сериал. В производстве.
- 2019 "Заклятые друзья". Сериал.
- 2018 «Пес». Сериал. 4 сезон 4,5 серии.
- 201812015-2017 «ОТДЕЛ 44» 190 серий (ПРО ТВ)
- 2012 Искупление (полный метр)
- 2011 Где мои дети? 47мин. мув.
- 2011 Три товарища 48 мин. мув.
- 2011 Возвращение Кацмана 48 мин. мув.
- 2011 Ангел складывает крылья /диплом за лучший фильм проекта/. 51мин. мув.
- 2010 Последнее дело журналистки 49мин. мув.
- 2010 Месть за сына /диплом за лучший фильм проекта/. 47мин. мув.
- 2010 Крёстный отец 43мин. мув.
- 2010 Только дождись меня /диплом за лучший фильм проекта/. 48 мин. мув.
- 2009 Тайна старой целительницы 44мин. мув
- 2009 Чорная вдова 47мин. мув.
- 2009 Изобретатель 43мин. мув.
- 2009 Последняя брачная ночь 46мин. мув.
- 2009 Девочка без имени 43мин. мув.
- 2008 Родные люди (Россия, Украина, 236 серий)
- 2006 Частица твоего лика (Украина, документальный)
- 2005 Кредо Евминова (Украина, документальный)
- 2004 Экология Украины (Украина, документальный)
- 2002 Петридава (документальный)
- 2002 Досье художника (Украина, документальный)
- 1994 Спаси и сохрани (Украина, документальный)
- 1990 Транзит (короткометражный)
- 1989 Граница (документальный)
- 1988 Салют, фестиваль (документальный)
- 1987 Стенка (короткометражный)
- 1986 Жду тебя (документальный)

### Роли в кино
- 2018 «Человек без сердца». Николай.
- 2018 «Вскрытие покажет» Эпизод.
- 2018 «Опер по вызову». Гюнтер.
- 2018 Ментовские войны. Генерал Ольховский.
- 2018 Обман. Генерал
- 2017 Тот, кто не спит. Декан.
- 2017 Обман. Генерал
- 2016 Окно жизни. Пульмонолог (реж. Владимир Мельниченко)
- 2016 Не зарекайся. FRONT CINEMA. Начальник колонии (реж. Дмитрий Гольдман, Сергей Кравец)
- 2016 Когда прошлое впереди. FILM.UA. Роль: Переверзев (реж. Наталия Углицких)
- 2015 Гвардия. Командир спецназа. Телеканал «2+2» и студия «Президент фильм Украина» (реж. Алексей Шапарев)
- 2012 Ефросинья (Россия, Украина) эпизод: Продюсер. Киевтелефильм.
- 2008 Родные люди. Декан. Телеканал «Россия» и студия «Киевтелефильм»
- 2003 Веселая компания (Россия, Украина)2003 9 серия, эпизод
- 1991 Звезда шерифа | Зірка шерифа, эпизод
- 1989 Светлая личность, эпизод
- 1988 Фантастическая история
- 1986 Государственная граница
- 1986 Год сорок первый | Год сарок першы | Фильм 5, эпизод
- 1984 Шанс :: Алмаз Битый-молодой, главная роль
- 1983 Легенда о княгине Ольге, эпизод
- 1982 Нежность к ревущему зверю, представитель металлургов
- 1982 Если враг не сдается, эпизод
- 1981 Такая поздняя, такая тёплая осень, эпизод
- 1980 Цветы луговые
- 1980 Платон мне друг, Андрей
- 1980 От Буга до Вислы, офицер

партизан, исполняющий песню
- 1979 Белая тень, Юлий
- 1977 Если ты уйдешь, Гоша, главная роль
- 1972 Случайный адрес, Женька, главная роль